# Alvorada (Tocantins)
Alvorada es un municipio brasileño del estado del Tocantins. Se localiza a una latitud 12º28'48" sur y a una longitud 49º07'29" oeste, a una altitud de 289 metros. Su población estimada en 2008 es de 10 000 habitantes y posee un área de 1216,8 km².
Su creación se dio debido a la construcción de la carretera Bernardo Sayão BR 14, hoy carretera Belém-Brasilia BR 153. Es conocida como la "Capital del Ganado Blanco" Posee un rebaño considerable, grandes propiedades, recursos hídricos naturalmente satisfactorios. La ciudad cuenta con una linda laguna, teniendo a su margen clubes, bares y una pista de carreras.

## Deportes
Posee un equipo de fútbol profesional, el "A. A. A." (Asociación Atlética Alvorada), campeón estatal en 1998 de la Copa del Brasil. El Estadio Elias Natan es un estadio de fútbol localizado en la ciudad de Alvorada que pertenece al Gobierno Municipal y tiene capacidad para 1.500 personas.